# Alliance des Français pour le progrès
L'Alliance des Français pour le progrès (ADFP) est une coalition électorale française formée pour les élections législatives de 1993. Elle regroupe le Parti socialiste, le Mouvement des radicaux de gauche, le Mouvement des réformateurs et des divers gauche.

## Élections législatives de 1993
Le Parti socialiste s'attribue l'écrasante majorité des circonscriptions de France métropolitaine.
| Parti ou composante              | Parti ou composante              | Circonscriptions | Proportion |
| -------------------------------- | -------------------------------- | ---------------- | ---------- |
| Parti socialiste et apparentés   | Parti socialiste et apparentés   | 509              | 91,38 %    |
| Mouvement des radicaux de gauche | Mouvement des radicaux de gauche | 35               | 6,28 %     |
| Divers gauche                    | Divers gauche                    | 9                | 1,61 %     |
| Mouvement des réformateurs       | Mouvement des réformateurs       | 4                | 0,72 %     |
|                                  |                                  |                  |            |
| Candidats                        | Candidats                        | 557              | 100,00 %   |

Aucun candidat n'est investi dans la 9e circonscription du Bas-Rhin.
Dans la 2e circonscription des Alpes-de-Haute-Provence, José Escanez (PS) est investi en lieu et place du député sortant André Bellon, qui présente une candidature socialiste dissidente.
Dans la 1re circonscription de la Loire-Atlantique, Daniel Asseray (PS) est officiellement investi par l'ADFP mais Alexandre Mazzorana (MRG) se revendique candidat de la coalition.

### Répartition par circonscription
|  |  | - Parti socialiste et apparentés (PS) - Mouvement des radicaux de gauche (MRG) - Divers gauche (DVG) - Mouvement des réformateurs (MDR) - Candidature PS + candidature MRG - Candidature PS + PS dissidente |

## Résultats électoraux

### Élections législatives
| Année | 1er tour  | 1er tour | 1er tour | 2d tour   | 2d tour | 2d tour | Sièges   | Gouvernement |
| Année | Voix      | %        | Rang     | Voix      | %       | Rang    | Sièges   | Gouvernement |
| ----- | --------- | -------- | -------- | --------- | ------- | ------- | -------- | ------------ |
| 1993  | 5 142 761 | 20,31    | 2e       | 6 415 797 | 31,53   | 2e      | 68 / 577 | Opposition   |

### Résultats des personnalités

#### Gouvernement Bérégovoy
Sur 45 membres du gouvernement Bérégovoy, en fonction jusqu'au 29 mars 1993, 32 sont candidats. 17 sont élus ou réélus (Pierre Bérégovoy, Jack Lang, Paul Quilès, Martin Malvy, Ségolène Royal, Jean-Pierre Soisson, Bernard Tapie, Louis Le Pensec, Émile Zuccarelli, Gilbert Baumet, Louis Mexandeau, Jean Glavany, Jacques Mellick, Véronique Neiertz, Georges Sarre, Charles Josselin et Laurent Cathala), tous au second tour, et 15 sont battus (Roland Dumas, Michel Delebarre, Michel Vauzelle, Michel Sapin, Dominique Strauss-Kahn, Frédérique Bredin, Louis Mermaz, Marie-Noëlle Lienemann, Jean-Michel Baylet, André Billardon, André Laignel, François Loncle, Jean-Noël Jeanneney, Jean-Pierre Sueur et Kofi Yamgnane).

#### Chefs de partis
Le premier secrétaire du Parti socialiste Laurent Fabius (4e de la Seine-Maritime) et le secrétaire général du Mouvement des démocrates Jean-Pierre Soisson (1re de l'Yonne) sont tous les deux réélus, le président des radicaux de gauche, Jean-François Hory, est quant à lui défait dans la quatrième circonscription de la Côte-d'Or.

## Analyse des résultats
|  |  |  |  |  |  |  |  |  |  |

### Sources bibliographiques
: source utilisée pour la rédaction de cet article
- Philippe Habert, Pascal Perrineau et Colette Ysmal, Le vote sanction : Les élections législatives des 21 et 28 mars 1993, Paris, Presses de Sciences Po, coll. « Chroniques électorales », 1993, p. 185-215  (ISBN 978-2-7246-0634-8)